# 서클 체인지업

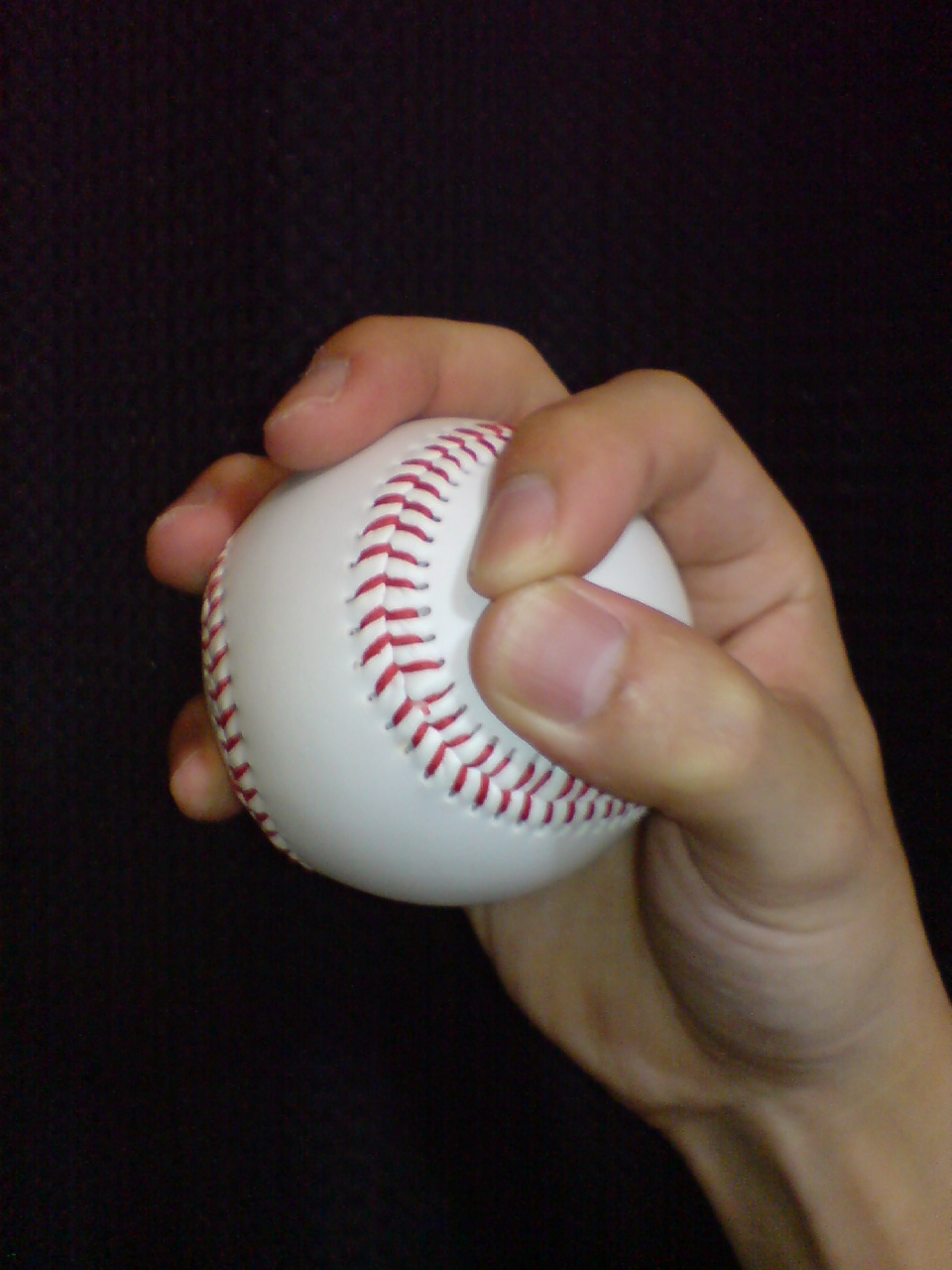
서클 체인지업의 공 잡는 법

서클 체인지업(Circle Changeup)은 야구에서 투구의 구질 중 하나로서 체인지업의 변형된 한 형태이다. 손가락으로 OK 싸인을 하듯 공을 쥐고 던지므로 OK 볼(OK Ball),OK 체인지업(OK Changeup),혹은 O-체인지(O-Change)라고 불리기도 한다.

## 쥐는 법과 특징
공을 검지와 엄지로 원을 그리듯이 옆면을 감싸면서 쥔다. OK 싸인과 같이 공 옆면을 쥠으로써 공에 가하는 힘이 줄어들어, 속구와 같은 속도로 던져도 공의 속도가 증가하지 않고 느리게 휘며 떨어지는 공이 된다. 반대 손 타자한테 던지면 효과적이다. 공의 한편에 힘이 가해지기 때문에 역회전 변화를 하게 된다.

## 선수
이 구종을 잘 구사한 대표적인 투수로는 미국 메이저 리그의 톰 글래빈 (Tom Glavine), 페드로 마르티네스 (Pedro Martínez), 요한 산타나 (Johan Santana), 대한민국의 류현진(한화 이글스), 이재학 (NC 다이노스), 봉중근 (LG 트윈스), 키움 히어로즈의 조상우 등이 있다. 휴스턴 애스트로스 소속 잭 그레인키는 나이가 37살이 되었을 때 구속이 낮아졌는데 그것을 빠른 체인지업을 던지며 좋은모습을 보였다.